# Abdeltif Menouni
Abdeltif Menouni, ou Abdellatif Menouni, né en 1944 à Meknès, est un homme politique, juriste et constitutionnaliste marocain. Il est professeur titulaire de chaire à la faculté de droit l'université Mohammed-V de Rabat depuis 1969.

## Biographie
Dès 1960, Abdellatif Menouni milite au sein de  l’Association de la jeunesse progressiste de Meknès  et obtient un baccalauréat en mathématiques élémentaires à Meknès en 1962. Il obtient une licence en droit en 1965.
Membre de la commission administrative de l’Union nationale des forces populaires en 1968, il prend la présidence de l'Union nationale des étudiants du Maroc (UNEM) puis, en 1969, après être devenu titulaire de la chaire de droit de l'université de Rabat, devient membre du Bureau national du Syndicat national de l'enseignement supérieur où il reste jusqu'en 1974.
Diplômé en droit public à l'université Mohammed V en 1971 et docteur en droit public de l'université de Grenoble depuis 1976, il dirige l'année suivante le département de droit public de la Faculté de droit de Rabat. 
Personnalité engagée, Abdellatif Menouni est membre de multiples commissions et figure en outre parmi les fondateurs de la Confédération démocratique du travail (1978), des éditions Toubkal (1985), de l’Association des juristes maghrébins, de l’Association marocaine de science politique,...
Abdellatif Menouni enseigne  dans les facultés de droit de Fès, Rabat et Casablanca et à l’École nationale d'administration et professe le droit constitutionnel à l'université Mohammed V.
En 2003, il participe à la commission chargée d’élaborer le projet d’autonomie pour les provinces du Sahara marocain. Membre de l' Instance équité et réconciliation de 2004 à 2006, il préside l’Association marocaine de droit constitutionnel. 
Membre du Conseil constitutionnel de 1994 à 2008, il représente depuis le Maroc à la Commission européenne pour la démocratie par le droit ou Commission de Venise. En août 2010, il rejoint la Commission consultative de la régionalisation.
Le 9 mars 2011, il est nommé par le roi Mohammed VI - dont il a été le professeur - à la présidence de la commission chargée d'une réforme importante de la Constitution du Maroc. Le 3 août 2011, Mohamed VI le nomme Conseiller royal, en même temps que Fouad Ali El Himma et d'autres, l'intégrant ainsi dans sa "garde rapprochée".

### Ouvrages
- L'Union nationale des étudiants du Maroc, 1970
- Le syndicalisme ouvrier au Maroc, éd. Les Éditions maghrébines, 1979
- Histoire des idées politiques, éd. Les Éditions maghrébines, 1986
- Droit constitutionnel et institutions politiques, éd. Toubkal, 1990

### Ouvrages collectifs
- Mohamed Ayad et Abdeltif Menouni, Le mouvement ouvrier au Maroc, conflits et changements, éd. Toubkal, 1987
- Menouni Abdelatif (dir.),  L'expérience parlementaire au Maroc,  éd. Toubkal, 1985
- « Lectures dans le projet de Constitution », in Driss Basri, Michel Rousset et Georges Vedel (dir.), Révision de la Constitution marocaine (1992), éd. Imprimerie Royale, 1992
- « Constitution et séparation des pouvoirs », in Trente années de vie constitutionnelle au Maroc, ouvrage collectif, éd. LGDG, collection Édification d’un État moderne, 1993
- « L’expérience du Conseil constitutionnel marocain », in Les constitutions des pays arabes, colloque de Beyrouth 1998, éd. Bruylant, 1999

### Articles
- L’exécution des décisions des juridictions constitutionnelles, le cas du Conseil constitutionnel marocain, Communication au colloque organisé par le Conseil constitutionnel d’Andorre, 2005
- « Le contentieux électoral », cours fait à l’Académie Internationale de Droit Constitutionnel, in Constitution et élections, Recueil de l’Académie Internationale de Droit Constitutionnel, Tunis 2002
- « L’expérience du Conseil constitutionnel marocain », in Les constitutions des pays arabes, colloque de Beyrouth 1998, éd. Bruylant, 1999
- « L’évolution du constitutionnalisme africain », in Recueil d’articles publiés en hommage à Feu le Professeur Abderrahman Kadiri, 1995
- « Lecture dans le projet de constitution révisée », in Révision de la Constitution, analyses et commentaires, éd. Imprimerie royale, Rabat, 1992
- « L'alternance et la continuité dans la politique de l'État (États-Unis, Grande Bretagne et France) », in Revue Française de Science Politique,  n° 1, février 1986,
- « Le recours à l’article 19, une nouvelle lecture de la Constitution ? », in Revue juridique, politique et économique du Maroc, n° 15, 1er semestre, 1984
- Le contrôle de la constitutionnalité des lois au Maroc, portée constitutionnelle et signification politique, en collaboration avec Abdelkader Kadiri, communication présentée au colloque organisé par le Département de droit public de la Faculté de droit de Rabat en 1976

## Sources partielles
- Notice biographiques sur le site de l'Instance équité et réconciliation
- Notice biographique sur le site Memouni.com